# 萧旻
萧旻（1015年—1058年3月17日），辽朝官员，出自契丹蕭氏，辽圣宗的外孙，母亲是辽圣宗的长女，父亲官至威武军节度使、金紫崇禄大夫、检校太傅、左监门卫上将军、驸马都尉。萧旻是其长子。
萧旻官至彰慜宫汉儿渤海都部署、特授银青崇禄大夫、检校司徒兼御史大夫、护军、封蘭陵县开国子、食邑五百户。清宁四年二月二十日（1058年3月17日）在辽西行帐去世，享年四十四岁。萧旻先娶耶律氏，次娶韩国妃之女耶律孛酬阿。他三个姐姐：大姐萧徒姑思；二姐萧乌古里，册为丽妃，重熙二十二年（1053年）再册为韩国妃；三姐萧裊喇哥，嫁给右监门卫上将军检校太师耶律元在。弟弟二人：萧旦，字特里得，担任殿前都点检。萧晕，字胡覩姑，加辅国上将军、检校太师，特授兴聖宫汉儿渤海都部署。